# Probelesodon
Probelesodon  es un género extinto de sinápsidos cinodontos de la familia Chiniquodontidae. Sus fósiles se han hallado en Argentina y Brasil procedentes del Triásico. Los primeros especímenes se descubrieron en la formación Chañares en la provincia de La Rioja, Argentina. Datan del Anisiense del Triásico Medio. Una nueva especie, P. sanjuanensis, fue descrita en 1996 basado en la base de un cráneo hallado en la formación Ischigualasto. Esta extiende el rango temporal de Probelesodon hasta el Carniense del Triásico Superior. Las presencia de este género en estos estratos sugiere que existió durante el depósito de la formación Los Rastros, la cual posee afloramientos en la misma área donde se han hallado los fósiles; sin embargo, aún no se han descubierto en esta formación. Los hallazgos en Ischigualasto está restringida a los primeros estratos, extinguiéndose por completo poco después de la desaparición de los últimos carnívoros cinodontos del área. Esto se ha tomado como una evidencia del reemplazo gradual de los terapsidos sustituidos por la fauna dominante de arcosaurios del Triásico Superior. La evidencia en la formación Chañares también parece apoyar la hipótesis de la fauna trancisional.

## Especies
La especie tipo de Probelesodon es P. lewisi procedente de la formación Chañares. Esta especie es la mejor conocida de los especímenes relativamente completos que se han hallado. Un gran paladar secundario lo distingue de los demás géneros relacionados como Belesodon. Los molares tiene varias cúspides y la principal se curva hacia atrás. Una especie, P. sanjuanensis, difiere de las otras especies de Probelesodon por características como un arco cigomático muy arqueado y la presencia de seis postcaninos. Otra especie, P. kitchingi fue descrita en 1982 de restos hallados en Rio Grande do Sul, Brasil. P. minor es similar en apariencia a la especie tipo y se ha encontrado en la misma formación. Este difiere principalmente en tamaño, pues solo tiene la mitad de la talla de las otras especies. Esta diferencia de tamaño es demasiado grande para considerarla dimorfismo sexual. La gran similitud entre las cuatro especies ha hecho sugerir recientemente que se trata de la misma especie e incluso que el género completo es sinónimo con  Chiniquodon theotonicus.